# Los Acantilados de la Culata
Los Acantilados de la Culata este o arie protejată (arie specială de conservare — SAC, sit de importanță comunitară — SCI) din Spania întinsă pe o suprafață de 440,9 ha, integral pe uscat.

## Localizare
Centrul sitului Los Acantilados de la Culata este situat la coordonatele 28°22′00″N 16°45′02″W / 28.3667°N 16.7506°V.

## Înființare
Situl Los Acantilados de la Culata a fost declarat sit de importanță comunitară în octombrie 1999 pentru a proteja 1 specie de plante. Situl a fost protejat și ca arie specială de conservare în ianuarie 2010.

## Biodiversitate
Situată în ecoregiunea , aria protejată conține 6 habitate naturale: Plantații de palmieri Phoenix, Pajiști macaroneziene cu vegetație endemică, Păduri macaroneziene de dafin (Laurus, Ocotea), Pante stâncoase silicioase cu vegetație casmofită, Păduri de Olea și Ceratonia, Câmpuri de lavă și excavații naturale.
La baza desemnării sitului se află o specie protejată de  plante: Limonium arboreum.